# Artaxa comparata
Artaxa comparata är en fjärilsart som beskrevs av Walker 1865. Artaxa comparata ingår i släktet Artaxa och familjen tofsspinnare. Inga underarter finns listade i Catalogue of Life.